# 阿特·塔图姆
小亚瑟·「阿特」·塔图（英語：Arthur "Art" Tatum, Jr.，1909年10月13日—1956年11月5日），美国爵士钢琴家、作曲家。塔图以快速、高難度的演奏風格以及熟稔精湛的技巧深深影響後代的爵士鋼琴家，並將鋼琴的技術推動至新的高峰。音樂评论家斯科特·耶诺（Scott Yanow）认为：“塔圖快速的反应力和无限的想象力使他能夠有源源不絕的靈感产生新的想法，使他的能力超越同时代的竞争者…阿特·塔圖的录音至今仍然可以考驗现代的钢琴家。”

## 生平

### 早年
塔圖生於俄亥俄州托雷多。其父親老亞瑟·塔圖是一位吉他手，並為美國長老教會（Presbyterian Church （U.S.A.））的教友；其母親米兒德萊德·霍斯金恩斯在該教堂擔任司琴。他有兩位兄弟姊妹，分別是卡爾和艾琳。塔圖從嬰兒時期他便罹患白內障（原因有爭議）並導致其一眼接近失明、一眼視覺微弱。不過藉由一些外科手術幫助，塔圖姆的視覺得以改善，不過在1930年其二十歲時被人襲擊，再度使其視覺退化。
縱使視力受損，塔圖自小就有著絕對音感，他以聆聽音樂的方式來學習彈奏鋼琴，三歲時便能簡單彈奏教堂的聖詩，並藉著收音機和其母親的鋼琴滾軸來學習各種曲調和旋律。在一次訪談中，他否認依靠複製兩位鋼琴家彈奏的鋼琴滾軸來學習彈奏。後來，塔圖以鋼琴的「跳躍」彈奏法為基礎，發展出一種非常快速的演奏風格。在童年時期，他也常常要求其彈奏的鋼琴要被調音，因為其對鋼琴的音準異常敏感。
1925年，塔圖轉學至哥倫布盲人學校修讀音樂與盲文。後來他在傑佛遜音樂學院或托雷多音樂學院與奧佛頓·瑞尼學習鋼琴。瑞尼也是一位視障者，他以古典樂訓練方式教導塔圖，因為他不會即興演奏的緣故，所以也不支持其學生彈奏爵士樂。1927年，塔圖開始以「亞瑟·塔圖，托雷多的盲人鋼琴師」在托雷多電台駐演，初期在艾倫·凱伊的購物聊天節目中充當中間表演，但是不久後就有自己的節目了。到了十九歲時，塔圖在當地的服務生與傳達員俱樂部彈奏。
1931年，歌手阿德萊德·霍爾（Adelaide Hall）開始了她接近兩年的世界巡迴演出，在演出期間她在托雷多發現了塔圖，並雇用其為舞台鋼琴師之一。隔年霍爾與塔圖回到紐約，她並把塔圖姆介紹給哈林區的拉法葉第戲院（Lafayette Theatre）。八月阿德萊德·霍爾錄製了四份錄音，塔圖擔任這些錄音中的一位鋼琴師，包括歌曲"它跟看起來一樣怪"和"你給我了所有，但沒有愛"。

### 音樂生涯
塔圖從跳躍彈奏法的著名爵士鋼琴家詹姆斯·派斯·詹森（James P. Johnson）、胖子華勒（Fats Waller）和艾爾·海恩斯（Earl Hines）中汲取靈感。塔圖自認受華勒影響最深，但是根據鋼琴家泰迪·威爾森和薩克斯風手艾迪·巴爾菲爾德（Eddie Barefield）的說法，塔圖最喜歡的爵士鋼琴家可能是海恩斯。因為他先前購買了大量海恩斯的唱片，並試著對這些錄音作即興的演奏，這也可能是從他的作品中能找到其他鋼琴家的演奏風格的原因之一。一個讓塔圖的事業迅速發達的關鍵事件是他參與了1933年在紐約市摩根酒店舉行的鋼琴演奏會，當時的參與者還包括華勒、約翰遜和威利·「獅子」·史密斯（Willie "The Lion" Smith）。演奏曲目包括約翰遜的「Harlem Strut」、「Carolina Shout」和華勒的「Handful of Keys」。塔圖則演奏了「Tea for Two」和「Tiger Rag」。約翰遜曾回憶塔圖這場音樂會道：「當塔圖在那一晚彈奏「Tea for Two」時，我猜這是我第一次聽到這首歌被彈得如此精彩。」
塔圖姆從一開始在托雷多和克里夫蘭的工作時期，到後來幾個月在紐約縞瑪瑙俱樂部（Onyx Club）駐演。他在1933年三月在布朗斯維克唱片錄製了首四份獨奏曲目。

### 離世
塔圖一向嗜酒，這導致他在1956年11月5日在加利福尼亞洛杉磯因尿毒症去世，終年47歲。